# Ayapaninae
Ayapaninae je podtribus glavočika,  dio tribusa Eupatorieae. Postoji 7 rodova raširenih po tropskoj Americi.
Ime ovog podplemena potječe od njegovog tipičnog roda Ayapana.

## Rodovi
1. Isocarpha R.Br. (6 spp.)
2. Ayapana Spach (17 spp.)
3. Polyanthina R.M.King & H.Rob. (1 sp.)
4. Gongrostylus R.M.King & H.Rob. (2 spp.)
5. Condylidium R.M.King & H.Rob. (2 spp.)
6. Siapaea Pruski (1 sp.)
7. Lepidesmia Klatt (1 sp.)